# Erfurter Programma

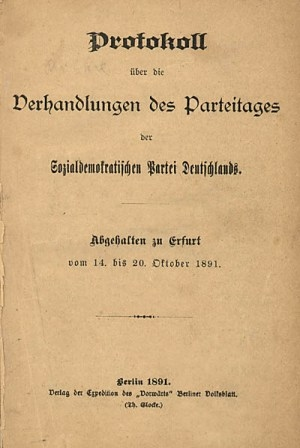
Erfurter Programma (1891)

Het Erfurter Programma werd aangenomen door de Sozialdemokratische Partei Deutschlands (SPD) tijdens het congres in 1891 in Erfurt. Dit document, opgesteld onder de politieke leiding van Eduard Bernstein, August Bebel en Karl Kautsky, verving het vorige Gotha-programma.

## Programma
Het eerste deel van de tekst, het meer theoretische deel, was geschreven door Kautsky, terwijl het praktische deel werd geschreven door Bernstein.
Het eerste deel bevestigde de onvermijdelijkheid van de socialistische revolutie, aangezien het kapitalisme de neiging had om sociale conflicten steeds meer te verergeren en daardoor de voorwaarden schiep voor zijn eigen val. Het programma verklaarde daarom de naderende dood van het kapitalisme en bevestigde de "historische noodzaak" van socialistisch bezit van de productiemiddelen.
In het tweede deel werd duidelijk gemaakt dat de partij van plan was deze doelen na te streven door legale politieke participatie in plaats van door revolutionaire activiteiten. Aangezien het kapitalisme van nature op instorten stond, moest het onmiddellijke doel van de socialisten zijn, de verbetering van de levensomstandigheden van de arbeiders in plaats van de revolutie.

## Kritiek
In 1892 schreef Kautsky ook het officiële partijcommentaar op het Erfurt-programma, getiteld De klassenstrijd. De populaire versies van het marxisme in de werken van Kautsky en Bebel waren tussen het einde van de negentiende eeuw en 1914 veel meer wijdverbreid en gelezen in Europa dan de werken van Marx. Met name De Klassenstrijd werd in 1914 in zestien talen vertaald en werd door de socialistische partijen, die de Tweede Internationale aanhingen, beschouwden als het nieuwe Manifest. Deze tekst leidde tot de definitie van de orthodoxe marxistische theorie, die werd ontwikkeld in de decennia voorafgaand aan 1917, toen de Oktoberrevolutie een diepe breuk veroorzaakte in de internationale socialistische beweging.
Na de Oktoberrevolutie werd het marxisme dat aan de kaak werd gesteld in De klassenstrijd door revolutionaire marxisten beschouwd als een vereenvoudigde, positivistisch besmette versie van het marxisme en wordt het vaak "vulgair marxisme" of "marxisme van de Tweede Internationale" genoemd. In 1899 prees Lenin echter nog steeds het Erfurt-programma en zei dat hij het wilde imiteren.

## Teksten
- The Erfurt Program
- Das Erfurter Programm (1892)